# Thời gian để yêu
Thời gian để yêu (hay Cánh cung 2) là album phòng thu thứ hai của nhạc sĩ Đỗ Bảo, được phát hành vào ngày 25 tháng 9 năm 2008 bởi Viết Tân. Sau thành công lớn từ album đầu tay Cánh cung (2004), album lần này chọn lọc 12 ca khúc qua sự trình bày của các ca sĩ Hồ Quỳnh Hương, Nguyên Thảo, Nguyễn Ngọc Anh, Thanh Lam, Trần Thu Hà, Tấn Minh, Tùng Dương, Huy Phạm và Lê Hiếu. Tiếp tục khai thác thế mạnh với thể loại pop, Đỗ Bảo cũng đưa thêm nhiều yếu tố jazz vào trong các sáng tác của mình. Chủ đề cuộc sống với những nỗi niềm, trăn trở mới của cá nhân nhạc sĩ đã được anh chuyển thể trực tiếp thành nội dung chính xuyên suốt toàn bộ album.
Thời gian để yêu có được thành công vang dội với sự đón nhận nồng nhiệt từ người yêu nhạc cũng như giới chuyên môn. Những đánh giá tích cực giúp anh xây dựng vững chắc thương hiệu "Bảo pop" và trở thành một trong những nhạc sĩ được yêu thích nhất trong cộng đồng nhạc trẻ ở Việt Nam. Tại Giải thưởng Âm nhạc Cống hiến lần thứ 4, album đã giúp Đỗ Bảo trở thành nghệ sĩ đầu tiên giành cú đúp tại giải thưởng này với 2 danh hiệu "Album của năm" và "Nhạc sĩ của năm". Thời gian để yêu cũng chính là một phần trong chuỗi 3 album sự nghiệp của Đỗ Bảo, cùng với Cánh cung (2004) và Chuyện của mặt trời – Chuyện của chúng ta (2013). Album cũng trở thành một phần trong liveshow Cánh cung – Đỗ Bảo – Live in Hanoi diễn ra tối ngày 8 tháng 12 năm 2013 tại Cung Văn hóa hữu nghị Hà Nội kỷ niệm 20 năm sáng tác của cá nhân nhạc sĩ Đỗ Bảo.

## Hoàn cảnh ra đời
Sau thành công lớn của album đầu tay Cánh cung (2004), Đỗ Bảo trở thành một tên tuổi trong làng nhạc nhẹ Việt Nam. Điều đó giúp anh dễ dàng hơn trong việc thực hiện những dự án cộng tác với nhiều nghệ sĩ trong và ngoài nước. Ngay sau Cánh cung, anh tham gia chương trình trình diễn mang tên 'Gió bình minh' kéo dài suốt 3 năm cùng Nhất Lý – một kỹ thuật viên âm thanh Việt kiều Pháp – kết hợp âm nhạc điện tử cùng các nhạc cụ dân gian truyền thống.
Năm 2006, anh kết hợp cùng ca sĩ Tấn Minh để hòa âm phối khí album cá nhân mang tên Bức thư tình thứ 3, phát hành vào dịp cuối năm. Năm 2007, có tới 3 album do Đỗ Bảo sáng tác, hòa âm phối khí được giới thiệu tới công chúng, đó là Thế giới tuyệt vời (Nguyễn Ngọc Anh), Kỷ niệm (Huy Phạm) và Những ô màu khối lập phương (Tùng Dương). Đặc biệt, album của Tùng Dương có được thành công lớn, nhận được những đánh giá rất tích cực trong việc mang tới người nghe tại Việt Nam những góc nhìn mới mẻ về thể loại New Age cũng như world music, giúp Đỗ Bảo giành giải thưởng "Album của năm" và lần thứ 4 liên tiếp được đề cử "Nhạc sĩ của năm" tại Giải thưởng Âm nhạc Cống hiến lần thứ 3.
~ Đỗ Bảo
Thành công nối tiếp thành công đã thôi thúc Đỗ Bảo thực hiện album cá nhân thứ hai của mình. Tuy nhiên, thành công lớn đi cùng với những áp lực mà bản thân anh cũng cảm thấy được ngay từ quá trình chuẩn bị cho album mới. "Để album được ra mắt, có những ngày tôi chỉ ngủ 3 tiếng, rồi lại lao vào phòng thu,... Đôi khi chỉ vì một chữ, một nốt nhạc chưa hài lòng mà tôi mất cả tuần để sửa lại. Tôi muốn Thời gian để yêu phải giản dị và không gian âm nhạc đó dành cho sự thư giãn, nghỉ ngơi, tinh tế." Ngoài ra, chính anh cũng tự đặt ra những điều kiện khắt khe hơn cho bản thân nhằm có được một sản phẩm "phải thành công về cả mặt nghệ thuật và thương mại."
Phần bìa đĩa được thiết kế và đồ họa bởi họa sĩ Dzung Yoko – người bạn thân và cũng là người chuyên thiết kế bìa đĩa cho các album mà Đỗ Bảo trực tiếp tham gia hòa âm phối khí và sản xuất.

## Sáng tác
~ Đỗ Bảo
Chủ đề album lần này tiếp tục khai thác những câu chuyện cuộc sống của bản thân nhạc sĩ. Năm 2004, anh kết hôn với MC Thanh Vân – cựu sinh viên trường Cao đẳng Văn hóa Nghệ thuật Quân đội và từng công tác cùng anh tại Nhà hát Nhạc nhẹ Trung ương. Đầu năm 2006, con gái đầu lòng của anh ra đời. Đó là "một cuộc sống yên ắng, một cuộc sống thủy chung có trước có sau bằng những bài tình ca bình dị, nhưng mang ý nghĩa nền tảng." Những biến chuyển lớn của cuộc đời đã được Đỗ Bảo thể hiện qua từng ca khúc của album. Tiêu đề album được anh nhắc tới như là "trăn trở thật từ cuộc đời mình", khi bản thân anh "có quá nhiều việc phải làm" tới mức "chẳng có thời gian để làm việc gì khác... Sống chậm lại, lắng nghe đời sống cũng là một cách yêu."
Album thứ 2 này được dự tính ra mắt từ năm 2006, song vì những vấn đề công việc cũng như chất lượng chuyên môn, kế hoạch đã được đẩy lùi lại. Quá trình thực hiện album được diễn ra sau đó trong vòng 2 năm, song song với các dự án khác của cá nhân Đỗ Bảo. Trực tiếp nhạc sĩ chọn lựa ca sĩ trình bày những ca khúc của mình trong album.
Ca khúc "Bức thư tình thứ ba" được Đỗ Bảo viết nên khi anh nhìn thấy "ngọn lửa ai đó đốt lá rụng" trên đường Yên Phụ và "ngọn lửa ấy làm tôi nghĩ cả trăm điều về tình yêu". Cả Tấn Minh và ca sĩ hải ngoại Huy Phạm đều từng trình bày và thu âm ca khúc trên từ năm 2006, nhưng cuối cùng nhạc sĩ chọn bản thu của Tấn Minh cho album của mình. Đỗ Bảo tiếp tục tin tưởng Hồ Quỳnh Hương hát ca khúc "Bức thư tình thứ tư", còn Huy Phạm được anh chọn lựa vì phù hợp với ca khúc "Kỷ niệm", vốn được anh trình bày trước đó trong album solo cùng tên năm 2007. Đây cũng là lần đầu tiên Đỗ Bảo được cộng tác với ca sĩ Thanh Lam, và ca khúc "Đôi mắt xanh" do cô thể hiện được thu âm chỉ trong một buổi chiều. Ca sĩ Nguyễn Ngọc Anh hát ca khúc "Chìm trong muôn thuở", còn Trần Thu Hà và Tùng Dương mỗi người trình bày 2 ca khúc cho album. Ca khúc "Mây" chính là lời gửi gắm ý nhị của Đỗ Bảo tới người vợ của mình – Thanh Vân. Ngoài ra, ca khúc "Bài ca tháng sáu" chính là lời tự vấn của anh về cuộc đời qua những câu hát "Đã lâu lắm rồi anh không viết những bản tình ca. Chắc cuộc sống chúng mình phẳng lặng." Cũng giống như với Cánh cung, 2 ca khúc của Trần Thu Hà cũng được thu âm tại phòng thu riêng của cô tại Mỹ rồi được gửi về Việt Nam cho nhạc sĩ biên tập. Đây cũng là lần đầu tiên ca sĩ Nguyên Thảo được cộng tác với Đỗ Bảo và cô được nhạc sĩ tin tưởng gửi gắm 2 ca khúc, trong đó có ca khúc tiêu đề vốn được anh sáng tác hoàn thiện chỉ trong một buổi chiều. Tiếp tục với ý tưởng từ Cánh cung, Thời gian để yêu được cấu trúc "không kể một câu chuyện đầy đủ nhưng người nghe vẫn có thể hiểu đây là cuốn tiểu thuyết được ghi chép lại trong suốt một hành trình yêu." Khác với những album mà anh sản xuất kể từ sau Cánh cung mang ít nhiều tính điện tử, Đỗ Bảo quyết định quay trở lại với phong cách thế mạnh thương hiệu là pop pha lẫn chút jazz và nhạc cổ điển. Đặc biệt hơn nữa, Thời gian để yêu được trực tiếp Đỗ Bảo tham gia thu âm và chỉnh âm tại phòng thu cá nhân.

## Danh sách ca khúc
Tất cả các ca khúc được sáng tác và biên soạn bởi Đỗ Bảo.
| STT | Nhan đề                 | Hát chính       | Thời lượng |
| --- | ----------------------- | --------------- | ---------- |
| 1.  | "Bức thư tình thứ tư"   | Hồ Quỳnh Hương  | 5:28       |
| 2.  | "Thời gian để yêu"      | Nguyên Thảo     | 5:26       |
| 3.  | "Chìm trong muôn thuở"  | Nguyễn Ngọc Anh | 5:07       |
| 4.  | "Mây"                   | Tùng Dương      | 5:57       |
| 5.  | "Bài ca tháng sáu"      | Trần Thu Hà     | 5:26       |
| 6.  | "Đôi mắt xanh"          | Thanh Lam       | 5:49       |
| 7.  | "Bức thư tình thứ ba"   | Tấn Minh        | 5:39       |
| 8.  | "Câu trả lời"           | Trần Thu Hà     | 4:51       |
| 9.  | "Kỷ niệm"               | Phạm Nhật Huy   | 5:45       |
| 10. | "Những khung trời khác" | Nguyên Thảo     | 5:32       |
| 11. | "Thủy chung"            | Lê Hiếu         | 5:41       |
| 12. | "Ngược sáng"            | Tùng Dương      | 5:18       |

## Đánh giá và đón nhận của công chúng
~ Nhà báo Nguyễn Mạnh Hà, báo Tiền phong
Album được phát hành chính thức ngày 25 tháng 9 năm 2008 tại Hà Nội. Sau đó, Đỗ Bảo có chuyến lưu diễn tại Mỹ nên album  được nhạc sĩ chính thức giới thiệu tại thành phố Hồ Chí Minh vào cuối tháng 10.
Dù nhiều nhạc sĩ cho rằng không có nhiều khác biệt lớn so với Cánh cung, Thời gian để yêu vẫn là một sản phẩm thành công, nhận được rất nhiều đánh giá tích cực từ người nghe nhạc. Được ra mắt cùng lúc với sự bùng nổ của mạng xã hội và internet, thành công vượt trội về mặt chuyên môn cũng như thương mại của album đã khiến bản thân nhạc sĩ Đỗ Bảo cảm thấy ấn tượng: "Có những làn sóng tên mạng, rất nhiều blog đã phản ánh sự đón nhận của người nghe với album rất nhiệt thành, có rất nhiều bạn trẻ để avatar là bìa album, và hàng trăm entry đánh giá cảm nhận về những bài hát..."
RFA tiếng Việt đáng giá cao "lối sáng tác đa dạng và khả năng hoà âm tài tình" của album, từ "những ca khúc đi từ màu sắc cổ điển như "Mây", cho đến những giai điệu jazz ngẫu hứng trong "Ngược sáng" hay "Những khung trời khác"." Điểm thú vị trong âm nhạc của Đỗ Bảo được giới chuyên gia nhận xét là sự giao thoa giữa cổ điển và hiện đại nằm trong cả ca từ, giai điệu và phối khí, trong đó đặc biệt ca khúc "Ngược sáng" được đánh giá là "một bản nhạc "nghe là biết của Đỗ Bảo"." 2 ca khúc "Bức thư tình" trong album tiếp tục thuộc chuỗi những ca khúc thương hiệu của Đỗ Bảo tiếp nối từ album Cánh cung, gắn liền với tên tuổi của Hồ Quỳnh Hương và Tấn Minh. Họa sĩ Dũng Yoko ưa thích một số bài hát trong album, cho rằng đó là "con người thật của Đỗ Bảo, một sự nhẹ nhàng nhưng vẫn chệch và lạ một cách chơi vơi." Báo Người Hà Nội ca ngợi album "gợi ra những giá trị giản đơn mà sâu sắc về tình yêu cho người nghe", "sản phẩm để đời của anh [Đỗ Bảo] khi nó đã vượt qua được sự thành công của album Cánh cung 1".
Báo An ninh Thủ đô dành một bài viết dài đánh giá từng ca khúc của album. Tờ báo viết:
"Nghe "Đôi mắt xanh" mà những tưởng Lam của thời 20 tuổi, trẻ trung, khao khát, nồng cháy mà cũng thật êm dịu và lãng mạn. "Bài ca tháng sáu" như một bức tranh đồng quê bình yên với những điều gần gũi nhất của cuộc sống. Câu trả lời lại giống bức hoạ tả thực, thật đến từng chi tiết, như những đối thoại thường nhật của cuộc sống vợ chồng. Tùng Dương đã vẽ nên một bức tranh "Mây" – đẹp như một cô gái tuổi 17 không gọt rũa, vẻ đẹp của tâm hồn hay cái duyên cũng chính là những giai điệu bay bổng của ca khúc này... Giọng hát ngọt ngào và đầy tâm trạng của [Ngọc Anh] như một ma lực mà khi đã nghe, khán giả sẽ bị cuốn vào đó, giống như lạc vào mê cung không lối thoát."
Tuy bị phát tán miễn phí bất hợp pháp trong thời kỳ bùng nổ internet, doanh thu của album cũng đáng được ghi nhận và làm thỏa mãn nhạc sĩ Đỗ Bảo. Anh ước tính số lượng album bán được tính đến năm 2013 vào khoảng 15.000 bản.
Thành công của album giúp nhạc sĩ xây dựng vững chắc thương hiệu "Bảo pop". Năm 2009, Thời gian để yêu giúp Đỗ Bảo giành cú đúp tại Giải thưởng Âm nhạc Cống hiến lần thứ 4 khi anh được trao giải "Album của năm" và "Nhạc sĩ của năm". Báo điện tử Dân trí lạc quan về giải thưởng được trao cho Đỗ Bảo: "Kết quả này đã thể hiện được một Đỗ Bảo "đẳng cấp" và khá toàn diện khi tạo cho mình một giọng điệu nhạc Pop riêng biệt đầy cá tính và được nồng nhiệt đón nhận từ phía người hâm mộ." Những ca khúc "Câu trả lời", "Bài ca tháng sáu", "Bức thư tình thứ ba", "Mây", "Đôi mắt xanh", "Những khung trời khác", "Chìm trong muôn thuở" được đưa vào liveshow Cánh cung – Đỗ Bảo – Live in Hanoi vào cuối năm 2013, kỷ niệm 20 năm sự nghiệp sáng tác của nam nhạc sĩ.